# Hyposmocoma anthinella
Hyposmocoma anthinella — вид молі ендемічного гавайського роду Hyposmocoma.

## Поширення
Зустрічається на острові Ланаї.

## Синоніми
- Neelysia anthinella